# Schwartz & Schwartz: Mein erster Mord
Mein erster Mord ist ein deutscher Fernsehfilm von Rainer Kaufmann aus dem Jahr 2018. Es handelt sich um den ersten Filmbeitrag der ZDF-Kriminalfilmreihe Schwartz & Schwartz mit Devid Striesow und Golo Euler in den Hauptrollen. Dies war zugleich der letzte Film mit Lisa Martinek.

## Handlung
Mathias Schwartz, der von allen immer nur Mads genannt wird, arbeitet als Kriminalbeamter beim KDD – Kriminaldauerdienst. Neben diversen Straftaten hat er es nun auch mit seinem ersten Mord zu tun. Der Ehemann, der an einem anaphylaktischen Schock verstorbenen Giulia Jasper behauptet zwar, dass es sich um ein zufälliges Unglück handelt, aber Mads hat Zweifel. In seinem Beruf begegnen ihm immer wieder Leute, die sehr überzeugend auftreten und so hat er gelernt, nur den Fakten und seinen Beobachtungen zu trauen. Dr. Jasper schildert auffallend präzise was sich vor dem Tod seiner Frau abgespielt hatte: Um 22.00 Uhr wollte sie mit ihren Gästen auf ihren 40. Geburtstag anstoßen und kurz darauf sei sie zusammengebrochen. Die Getränke wurden von einem Partyservice geliefert und im Vorfeld darauf geachtet, dass kein nusshaltiges Getränk dabei ist, weil Giulia Jasper auf Erd- und Walnüsse allergisch war. Mads sieht sich als gewissenhafter Kriminalist den Leichnam genauer an und entdeckt auffallend viele Hämatome unterschiedlichen Alters. So ruft er die Mordkommission und übergibt den Fall. Kommissarin Iris Doppelbauer erscheint und Mads gibt ihr als Begründung für seine Entscheidung, dass er eine Beziehungstat nicht ausschließen könne. Noch während er das Protokoll zu dem Fall schreibt, erhält er einen Anruf seines Chefs, dass die Mordkommission ihn ab sofort „ausleihen“ wolle. Kommissarin Doppelbauer ist darüber verwundert und auch etwas verärgert, weil dies ihr Fall gewesen wäre. Warum ihre Chefin, Petra Steinle, so entschieden hat, wird ihr erst später klar.
Mads wird derweil ins Pflegeheim gerufen, weil sein Vater einen Schwächeanfall erlitten hat. Dort trifft er unerwartet auf seinen Bruder Andi, zu dem er einige Jahre keinen Kontakt hatte. Das Verhältnis der beiden ist aufgrund eines Vorkommnisses aus der Vergangenheit angespannt. Angeblich hat Andi ein gut gehendes, eigenes Securityunternehmen. Dass dies in Wahrheit nicht so ist, verschweigt er elegant. Als er zufällig erfährt, dass ausgerechnet sein Bruder den Mord an der Frau aufklären soll, in die er verliebt war, fasst er einen Plan. Er will auf seine Art heimlich an der Klärung des Falles mitwirken und den Ehemann seiner Geliebten zur Verantwortung ziehen. Dazu nistet er sich kurzerhand in der Familie seines Bruders ein und besorgt sich eine Spionagesoftware, sodass er Mads per Handy und auch im Firmen-PC überwachen kann. So ist er immer auf dem neusten Stand der polizeilichen Ermittlungen und erfährt dadurch von Jaspers Sohn Linus, der labil, drogenabhängig und dem Vater völlig hörig ist. Andi nimmt geschickt Kontakt mit Linus auf schleicht sich in dessen Vertrauen. Er verschafft sich über ihn Zutritt zu der ansonsten streng gesicherten Villa von Jasper und erfährt von Linus, dass Giulia kurz vor ihrem Tod in das geheime Büro seines Vaters eingedrungen war. Das erklärt Andi, weshalb sie ihm einen USB-Stick zur Verwahrung gegeben hatte.
Mads erfährt vom Gerichtsmediziner, dass es tatsächlich der Cocktail war, der den Schock ausgelöst hat, weil er eine britische Limonade enthielt, die auf einem Nussderivat basiert, was aber nicht auf dem Etikett aufgeführt und dem Partyservice somit nicht bekannt war. Nach eingehender Recherche ist Mads sich sicher, dass Jasper als Experte dies wissen musste, weil vor einigen Jahren in Großbritannien über einen ähnlichen Fall in der Fachpresse berichtet wurde. Er präsentiert seine gesamten Ermittlungsergebnisse, die auch nach Aussagen der Haushälterin belegen, dass die Jaspers häufig Streit hatten, seiner neuen Chefin. Die lobt Mads für seine gewissenhafte Arbeit und meint, Jasper wäre so prominent und moralisch, dass es einfach sein wird ihn „festzunageln“. Aber so einfach wird die Sache nicht, denn Jasper geht in die Offensive und legt kurzerhand eine Dienstaufsichtsbeschwerde gegen Mads ein. Das erschwert die weitere Vorgehensweise und Mads muss stichhaltige Beweise gegen Jasper finden, um den Staatsanwalt zu überzeugen. Petra Steinle überredet Mads bei der anstehenden Vernehmung von Jasper etwas selbstbewusster aufzutreten und ihn mit ihren Beweisen gegen ihn zu konfrontieren. Mads ist skeptisch, ob dies nicht viel zu früh wäre und sie so ihre Trümpfe aus der Hand geben würden, aber Steinle bestärkt ihn es so zu tun. Wie es kommen musste, lässt sich Jasper nicht so einfach „festnageln“ und hat zu den angeblichen Beweisen stets eine einleuchtende Erklärung. Die Vernehmung scheitert und Steinle behauptet das Ganze doch so nicht gemeint zu haben. Entsprechend erhebt der Staatsanwalt auch keine Anklage, weil die Beweislage fast nur auf Vermutungen fußt. Die Ermittlungen werden eingestellt und Mads soll wieder zurück zum KDD. Er versteht das nicht, weil er genau Steinles Strategie befolgt hatte. Erst die Hinweise von Kommissarin Doppelbauer öffnen ihm die Augen: Steinle hatte ihn in ihr Team geholt, weil die Anklage scheitern sollte und sie dies nicht ihren Leuten aufbürden wollte. Jetzt hat er seinen Zweck erfüllt und kann gehen. Als er auch noch herausfindet, dass Petra Steinle selber eine behinderte Tochter hat, macht er den Fehler, sie zu beschuldigen, von Jasper, der sich auch um benachteiligte und behinderte Kinder sozial engagiert, bezüglich ihrer Tochter und ihrer weiteren Förderung abhängig zu sein. In der Folge setzt sie zum Gegenschlag an und macht Mads „fertig“. Bei ihm erfolgt eine Hausdurchsuchung, nachdem im Büro-PC die Spionagesoftware entdeckt wurde. Mads ist klar, dass nur sein Bruder wieder mal dahinter stecken kann und er stellt ihn zur Rede. Dieser erklärt Mads, dass er ihm doch nicht schaden wollte. Wie Andi schon vermutet hatte, würde der Mord ungesühnt bleiben, weil niemand gegen einen so renommierten Arzt und Wohltäter ernsthaft vorgehen will. Er verrät Mads nun, dass er Jaspers Frau kannte und von ihr wusste, dass er schlimme Dinge mit seinen Patientinnen angestellt und sie dabei auch heimlich gefilmt hätte. Er wolle doch nur, dass Jasper bestraft würde und dafür will er Mads die Beweise liefern. Der ist jedoch von Andis Hilfe nicht überzeugt, weil dieser alles immer nur schlimmer machen würde. Seine Suspendierung sei der beste Beweis dafür. Sie trennen sich im Streit, und Andi forciert seine Bemühungen Jasper auffliegen zu lassen. Aber er unterschätzt seinen Gegner. Jasper ist schon vor eine Weile misstrauisch geworden und lässt Andi durch Linus in seine Villa locken. Dort erwarten ihn Jasper und zwei seiner Sicherheitsleute die Andi brutal zusammenschlagen. In seinen Äußerungen lässt Jasper keinen Zweifel an seiner Schuld. Mads macht sich derweil Gedanken und befürchtet, dass sein Bruder wieder etwas anstellen könnte. In einer gewissen Vorahnung bittet er Kommissarin Doppelbauer mit ihm zusammen seinen Bruder zu suchen, den er bei Jasper vermutet. Dort findet er Andi schwer verletzt und lässt ihn umgehend in die Klinik bringen. Jasper hat bereits die Polizei verständigt, weil er einen „Eindringling“ bei sich gestellt hätte, was er nun zur Anzeige bringen möchte.
Mads unternimmt einen letzten Versuch auf regulärem Weg Jasper zur Verantwortung zu ziehen und unterrichtet den Staatsanwalt von der Existenz der Filme, die Jaspers Missbrauch dokumentieren. Nachdem er feststellen muss, dass dies nicht zum Ziel führt, wählt er Andis Methoden. Er sucht Jasper auf, schlägt ihn zusammen und droht ihm die Filme, die Giulia sich kopiert hatte, zu veröffentlichen. Zum Zeichen seiner ersten Wiedergutmachung solle er seine Anzeige gegen seinen Bruder zurücknehmen und dafür sorgen, dass es ihm im Krankenhaus gut gehe. Jasper geht darauf ein und aus Angst vor weiteren Konsequenzen erschießt er sich am Ende mit seinem Jagdgewehr, was in den Medien als Unfall dargestellt wird.

## Hintergrund
Der Film wurde vom 12. Oktober bis zum 14. November 2017 in Berlin gedreht. Am 2. Juli 2018 wurde er beim Filmfest München uraufgeführt, danach lief er beim Festival des deutschen Films in Ludwigshafen. Am 27. Oktober 2018 wurde er um 20:15 Uhr im ZDF als „Samstagskrimi“ erstausgestrahlt.

## Rezeption

### Kritik
Rainer Tittelbach von tittelbach.tv urteilte: Der erste „‚Schwartz & Schwartz‘ […] langweilt einen nicht mit dem 9999. Whodunit, sondern lässt frühzeitig erkennen, dass der ach so ehrenwerte Ehemann der Toten Dreck am Stecken hat. Der Krimi funktioniert vor allem über Identifikation & Mitgefühl: Selbst das schwarze Schaf der Familie hat unsere Sympathie. Das liegt auch am grandios guten Striesow […] auch die weitere Besetzung mit Euler, Gröschel, Hobmeier und Martinek ist vielversprechend. Das Schlussdrittel ist hochspannend, die Auflösung des Falls unkonventionell – und die Neugier, wie es 2019 weitergehen wird, entsprechend groß.“
Bei Quotenmeter.de wertete Julian Miller: Die Herausforderung für diese Reihe wird sein:  „Wie will man die schon im Piloten arg abstruse Konstruktion: der verträumte Hochstapler hilft seinem Polizisten-Bruder beim Ermitteln, auch nur im Ansatz auf Dauer glaubwürdig halten? Bis auf dieses große Problem besticht die erste Ausgabe jedoch mit einem weitgehend tragfähigen Konzept, das besonders von der starken Besetzung mit Golo Euler und Devid Striesow in den Hauptrollen und dem weitgehend unprätentiösen Erzählduktus lebt.“
Tilmann P. Gangloff schrieb für die Frankfurter Rundschau: „Der Auftakt der neuen ZDF-Krimireihe mit Devid Striesow und Golo Euler als ungleiches Brüderpaar macht auch dank eines vorzüglichen Ensembles Lust auf mehr.“ „Dank der vielfältigen Rollenbilder […] decken die Figuren […] ein breites Spektrum ab, wobei Striesow auch dank einiger zartkomischer Momente sicher den ungewöhnlichsten Part hat, zumal er dem Film zwischendurch eine entspannende Leichtigkeit gibt.“
Die Kritiker der Fernsehzeitschrift TV Spielfilm zeigten den Daumen nach oben und meinten: „Die Auflösung ist nicht ganz befriedigend, aber ein Beleg für die Originalität von Rainer Kaufmanns streckenweise bockstarker Krimikomödie.“ „Trotz Abzügen bei der Plausibilität: ein unterhaltsames Reihendebüt.“ Fazit: „Etwas unrund, aber in der Spitze bestechend gut“.

### Einschaltquote
Den ersten Film der Krimireihe sahen 5,86 Millionen Zuschauer. Dies ergab einen Marktanteil von 19,7 Prozent.

### Auszeichnungen
Deutsches Fernsehkrimi-Festival 2019
- Nominierung für den Deutschen Fernsehkrimipreis[9]